# TCR Hill Climb Series
Die ASS TCR Hill Climb Series ist eine von Auto Sport Schweiz und WSC-Gruppe ausgetragene Motorsport-Bergrennserie für TCR-Fahrzeuge und wird im Jahr 2020 zum ersten Mal veranstaltet. 

## Geschichte
Die ASS TCR Hill Climb Series sollte eigentlich in der Saison 2019 an den Start gehen. Wegen Teilnehmermangels wurde dies abgesagt und auf die Saison 2020 verschoben. Der Saisonauftakt in Eschdorf in Luxemburg beim 32. Eschdorfer European Hill Race vom 1. bis 3. Mai 2020 und das Rennen in Verzegnis vom 30. bis 31. Mai musste wegen der COVID-19-Pandemie abgesagt werden.

## Sportliches Reglement

### 2020
Teilnahmeberechtigt sind Fahrer und Teilnehmer die über einen gültigen internationalen FIA-Führerschein der Klasse A, B, C, D oder R und einer Lizenz internationaler Wettbewerber besitzen. Ausländische Wettbewerber und Fahrer müssen gemäß Art.3.9.4 ISC im Besitz einer schriftlichen Genehmigung zur Teilnahme am Wettbewerb durch den Lieferavis oder in Form eines einfachen Hinweises auf der Lizenz sein.
Anträge für TCR-Fahrzeuge, die an einem Wettbewerb der Serie teilnehmen sollen, müssen beim Organisator der Serie eingereicht werden. Es werden keine über den Organisator des Wettbewerbs eingereichten TCR-Anmeldungen akzeptiert. Anmeldungen, die per E-Mail eingereicht werden, müssen bis zum Anmeldeschluss schriftlich bestätigt werden und die auf dem Anmeldeformular verlangten Angaben enthalten. Nach der Veröffentlichung der Eintragsliste durch die ASS dürfen keine anderen als die unten aufgeführten Änderungen an einem Eintrag vorgenommen werden. Ein Fahrzeugwechsel kann nach Meldeschluss und bis zum Beginn des betreffenden Wettbewerbes erfolgen (Art. 2.1.7 ISC), sofern eine besondere Genehmigung der Organisatoren der Serie vorliegt. 
Es darf nur Treibstoff verwendet werden, der den Bestimmungen von Artikel 252.9 des Anhangs J der FIA entspricht. Der Kraftstofftank muss eine FIA-Sicherheits-Kraftstoffzelle sein und dem geltenden TCR-Reglement (Art. 7.1) oder Artikel 14 des gültigen Anhangs J FIA entsprechen. Die Anzahl der Reifen und Marke dürfen freigewählt werden. Fahrzeuge mit unzureichender Sicherheitsausstattung oder die nicht den geltenden Vorschriften entsprechen, werden nicht zum Wettbewerb zugelassen oder vom Wettbewerb ausgeschlossen. Jeder Fahrer muss bei allen Trainings- und Rennläufen Sicherheitsausrüstung verwenden: einen Sicherheitsgurt, einen Helm, ein Frontal Head Restraint (FHT) System, außerdem muss er schwer entflammbare Kleidung tragen. Am Rennwochenende gilt als Vorschrift, dass die Anzahl der Trainingsläufe schriftlich als Datei-Anhang angegeben wird, es werden zwei oder drei Rennläufe durchgeführt. Werden bei einem Wettbewerb mehr als zwei Läufe durchgeführt, so werden nur die zwei besten Läufe für die Gesamtwertung berücksichtigt und gewertet.

## Punktevergabe
In der Saison 2020 werden für die ersten zehn Plätze Punkte nach dem aktuell gültigen Punkteschema der FIA vergeben:
| Position | 1. | 2. | 3. | 4. | 5. | 6. | 7. | 8. | 9. | 10. |
| -------- | -- | -- | -- | -- | -- | -- | -- | -- | -- | --- |
| Punkte   | 25 | 18 | 15 | 12 | 10 | 8  | 6  | 4  | 2  | 1   |

## Bergstrecken
In der Saison 2020 wird auf folgenden Bergstrecken gefahren: Eschdorf (LU), Verzegnis (IT), Beaujolais (FR), Hauenstein (DE), Les Rangiers (CH) und St. Agatha (AT).